# Deng Zhongxia

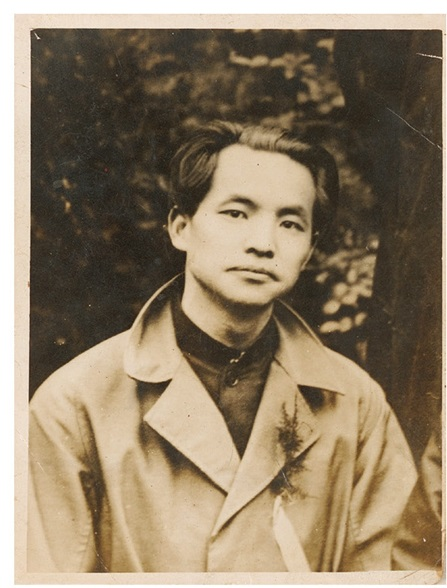
Deng Zhongxia

Deng Zhongxia (chinesisch 鄧中夏 / 邓中夏, Pinyin Dèng Zhōngxià, W.-G. Teng Chung-hsia; * 1894 in Yizhang, Hunan; † 21. September 1933 in Nanjing) gehörte zu den Mitbegründern der Kommunistischen Partei Chinas und war einer der erfolgreichsten Propagandisten der Kommunisten an der Basis.
Deng war Sohn eines Grundherren in Hunan. Er erhielt zunächst eine konfuzianistische Schulbildung, später kam er auf die Lehrerbildungsanstalt der Provinz Hunan in Changsha, wo er sich unter anderem mit Mao Zedong anfreundete. Im Jahre 1917 trat er in die Fakultät für chinesische Literatur an der Universität Peking ein, mit dem Ziel, ein Staatsmann zu werden. Zu seinen Professoren gehörte Li Dazhao, der Deng mit marxistischem Gedankengut in Verbindung brachte. Deng nahm aktiv an der Bewegung des 4. Mai teil.
Deng gehörte zu den Organisatoren der kommunistischen Zelle in Peking und gründete die Kommunistische Partei mit. Im Jahre 1922 wurde er nichtständiges Mitglied des Exekutivkomitees der KP, später des Politbüros. Daneben war Deng ein wichtiger Führer der Arbeiterbewegung: Nach der Bewegung des 4. Mai hatte er eine Abendschule für Eisenbahnarbeiter gegründet, am 18. Mai 1925 gehörte er neben Zhang Guotao zu den Gründern der Gesamt-Nationalen Allgemeinen Arbeitergewerkschaft (中華全國總工會) mit Sitz in Guangzhou, Deng wurde ihr Sekretär. Wenig später wurde er Mitglied des Exekutivkomitees des Bauernverbandes der Gesamten Provinz
Guangdong (廣東全省農民協會). Er führte mehrere Streiks in den Kohleminen und in der Eisenbahn an und begann eine politische Kampagne für die Einführung einer Arbeitsgesetzgebung. Im Jahre 1925 gehörte er zu den Anführern des Kanton-Hongkong-Streiks, er war Stellvertreter von Su Zhaozheng, dem Vorsitzenden des Streikkomitees. Er verfasste den ersten ausführlichen Bericht über die chinesische Arbeiterbewegung an die Komintern.
Ab 1925 hielt sich Deng zwei Jahre in Moskau auf. Nach seiner Rückkehr wurde er politischer Kommissar des 2. Armeekorps der Roten Armee. Nach einer militärischen Niederlage verlor er diesen Posten an Xia Xi und wurde von der Partei nach Shanghai entsandt. Dort wurde er im Jahre 1933 verhaftet und im September 1933 in Yuhuatai (Nanjing) hingerichtet.